# Even tot hier
Even tot hier is een Nederlands satirisch actualiteitenprogramma, gemaakt door het duo Van der Laan & Woe met muzikale assistentie van Miguel Wiels. Het televisieprogramma wordt uitgezonden door BNNVARA op NPO 1, standaard op de zaterdagavond. Het programma volgde in 2019 De Kwis op. Er worden twee seizoenen per jaar uitgezonden, een in het voorjaar en een in het najaar. Begin januari wordt een compilatie van het hele afgelopen jaar uitgezonden.

## Achtergrond
Van 2013 tot 2018 waren Niels van der Laan en Jeroen Woe te zien in het populaire televisieprogramma De Kwis, dat ze samen maakten met Joep van Deudekom en Rob Urgert en dat gepresenteerd werd door Paul de Leeuw. In 2018 stopte het programma. Reden voor het stoppen was dat Van Deudekom en Urgert geen motivatie meer hadden om het programma te maken. Daarnaast stapte Paul de Leeuw over van BNNVARA naar RTL, waardoor hij ook stopte met het programma.
Van der Laan en Woe hadden, in tegenstelling tot Van Deudekom en Urgert, nog wel motivatie om door te gaan met het maken van televisiesatire. Nadat het programma stopte, begon het duo dan ook met het maken van de opvolger van De Kwis, wat later zou resulteren in Even tot hier.
In de eerste twee seizoenen persifleerden Van der Laan en Woe elke week een musical rondom een nieuwsgebeurtenis uit de voorgaande week. Daarnaast waren er ook deskundigen in het programma te gast om uitleg te geven over een onderwerp.
Het programma werd een succes. Elke week haalde het programma ongeveer een miljoen kijkers. Ook kreeg het programma lof voor bepaalde parodieën, zoals de bijdrage van Lee Towers met Never walk on Bollenvelden.
In 2020 werd het format aangepast. Dit vanwege de uitbraak van het coronavirus in Nederland, waardoor er geen publiek meer bij mocht zijn. Ook kon er door corona geen wekelijkse musical meer gehouden worden. Van der Laan en Woe besloten toen de musical te vervangen door een eigen, muzikale bijdrage. Om toch publiek te hebben, werd een groot scherm met inbellende kijkers in de studio geïnstalleerd, waardoor er toch publiek aanwezig was.
De populariteit van Even tot hier steeg vooral tijdens de coronacrisis. Het programma kreeg in die periode veel lof en trok veel kijkers. Bekende parodieën uit die periode zijn Youp van 't Hek met Wappie, Chef'Special met Weer een arm om me heen en Clouseau met Daar staan ze.
In 2022 kon het publiek weer terugkeren in de studio, maar de overige veranderingen bleven. Ook na de coronacrisis bleef Even tot hier populair en won het programma ook prijzen. Zo won het in 2022 de Gouden Televizier-Ring voor beste televisieprogramma en kreeg in 2023 de Ere Zilveren Nipkowschijf overhandigd.

## Inhoud
In iedere aflevering wordt het nieuws op de hak genomen en wordt een quiz gehouden met het publiek, afgewisseld met muzikale parodieën en sketches.

### Vaste onderdelen
- In de eerste twee seizoenen stelden Niels van der Laan, Jeroen Woe en het ensemble van de belangrijkste gebeurtenis van die week een musical samen. Vanaf seizoen 3 verdween de musical.
- Zij ontvangen elke week een muzikale gast die optreedt met een eigen nummer, met een hernieuwde liedtekst passend bij de actualiteit. Voordat het lied wordt ingezet en de artiest wordt aangekondigd, praten Van der Laan en Woe over het betreffende nieuwsfeit. Tijdens het spreken worden ze na een zin ineens onderbroken door Wiels, die dan steevast de catchphrase "Jongens, dat is toch dat liedje?" zegt, inhakend op wat zogenaamd de originele titel van een liedje is. Meteen daarna wordt de originele zanger aangekondigd die vervolgens het herbewerkte lied ten gehore brengt. In seizoen 13 is hier een variatie op in de vorm van "The Musked Singer".
- Daarnaast maken ze in elke aflevering een liedje in één minuut, over een actueel onderwerp, dat zijzelf, eraan voorafgaand, "een heel simpel liedje over een best wel ingewikkeld onderwerp" noemen.
- Ook worden er mensen uit de samenleving aan het woord gelaten. In de eerste twee seizoenen waren dit drie experts die een item verder toelichtten. Vanaf seizoen drie zijn dit mensen die ergens door getroffen zijn.
- In het eerste seizoen was ook het meisje Jenai van Theatergroep Almere telkens aanwezig. Zij leverde komisch commentaar op de behandelde onderwerpen, bijvoorbeeld toen ze als scheidsrechter kaarten uitdeelde aan het duo toen dit gespeeld seksistisch was in een item over dames in het voetbal. In seizoen twee kwam Jenai niet meer terug.
- Aan het eind wordt degene uit het publiek die de meeste quizvragen juist kon beantwoorden aangesteld als 'alwetende' (in de eerste seizoenen ook de deus ex machina genoemd). Deze mag dan de laatste vraag zelf beantwoorden in de muzikale finale. Vanaf de coronatijd tot heden is de rol van deze alwetende aangepast naar degene die onthult of de wens uitspreekt wat alsnog door kan gaan, waarna een filmpje volgt van een door de coronacrisis afgelast evenement dat met een humoristische oplossing alsnog door kan gaan of getroffen mensen die in het zonnetje worden gezet. Vanaf het zesde seizoen werden in afleveringen die een combinatie zijn van daadwerkelijk aanwezig en online publiek twee alwetenden aangesteld (één in de studio en één thuis), waarna degene die aanwezig is in de studio van een glijbaan gaat (wat een opbouw was naar de grap aan het einde van het zevende seizoen). In het achtste seizoen mochten de overgebleven kandidaten om de alwetende te worden penalty's schoppen, met Wiels als doelman en Hans van Breukelen als pianist. Vanaf het negende seizoen werd de alwetende getransformeerd tot de zogeheten laatste post-it. In de derde aflevering van het tiende seizoen werd er een verkiezing voor de alwetende gehouden. In de laatste aflevering van seizoen 13 was Miguel Wiels de alwetende en waarschijnlijk ook de allerlaatste laatste post-it.
- Vanaf het begin van het programma werd de spot gedreven met de eerste vraag uit de (eind)quiz. Gedurende de eerste zes seizoenen was dat door geregeld te benoemen dat die vraag 'om het eens anders/nieuw te doen' door Woe werd gesteld. Van seizoen 7 t/m 10 liep vervolgens de running gag dat het Van der Laan steeds niet lukte om de eerste vraag te stellen. In de eerste aflevering van seizoen 11 lukte hem dat na al die afleveringen dan wel, waarna er gestopt werd met de grap rondom de eerste vraag (en die weer door Woe werd gesteld).

### Andere kenmerken
Kenmerkend voor het programma zijn de vele plaagstootjes aan het adres van Wiels, bijvoorbeeld inspelend op zijn Belgische afkomst of zijn andere werkzaamheden, zoals de liedjes die hij voor K3 componeerde of zijn deelname aan de Vlaamse versie van The Masked Singer. Gedurende "The Musked Singer" in seizoen 13 werd dit omgedraaid en lukte het Wiels (op één na) alle "Musked Singers" te raden.
De eerste twee seizoenen zijn opgenomen in Studio 33 in Hilversum. De meeste afleveringen vanaf seizoen drie worden opgenomen in Studio 11 (dat in het verleden bekend stond als Studio Cé) in Almere. Op een paar uitzonderingen na worden de afleveringen semi-live opgenomen op zaterdag.

## Seizoensoverzicht
| Seizoen | Afleveringen                      | Uitzenddata                         |
| ------- | --------------------------------- | ----------------------------------- |
| 1       | 7 afleveringen                    | 16 maart 2019 – 27 april 2019       |
| 2       | 7 afleveringen                    | 19 oktober 2019 – 30 november 2019  |
| 3       | 7 afleveringen                    | 25 april 2020 – 6 juni 2020         |
| 4       | 7 afleveringen                    | 31 oktober 2020 – 19 december 2020  |
| 4       | 1 compilatie-aflevering           | 7 januari 2021                      |
| 5       | 7 afleveringen                    | 20 maart 2021 – 1 mei 2021          |
| 6       | 7 afleveringen                    | 6 november 2021 – 18 december 2021  |
| 6       | 1 compilatie-aflevering           | 8 januari 2022                      |
| 7       | 6 afleveringen                    | 15 mei 2022 – 18 juni 2022          |
| 8       | 6 afleveringen                    | 12 november 2022 – 17 december 2022 |
| 8       | 1 compilatie-aflevering           | 1 januari 2023                      |
| 9       | 7 afleveringen                    | 8 april 2023 – 20 mei 2023          |
| 10      | 7 afleveringen                    | 11 november 2023 – 23 december 2023 |
| 10      | 1 compilatie-aflevering           | 8 januari 2024                      |
| 11      | 7 afleveringen                    | 6 april 2024 – 18 mei 2024          |
| 12      | 7 afleveringen                    | 9 november 2024 – 21 december 2024  |
| 12      | 1 compilatie-aflevering           | 4 januari 2025                      |
| 13      | 7 afleveringen                    | 5 april 2025 – 18 mei 2025          |
| 14      | wordt verwacht op 1 november 2025 | wordt verwacht op 1 november 2025   |

## Prijzen
- Even tot hier ontving in december 2021 de prijs voor "Beste programma dat onterecht nog nooit een prijs heeft gewonnen" binnen de AD Media Prijzen 2021.[10]
- Het programma won in oktober 2022 de Gouden Televizier-Ring met ruim zeventig procent van de stemmen.[8]
- Op 10 mei 2023 werd bekendgemaakt dat Even tot hier de Ere Zilveren Nipkowschijf gewonnen had.[9] Van der Laan en Woe namen de prijs in ontvangst op 15 juni 2023.[11]

## Acteursensemble
| Seizoen 1           | Seizoen 2          |
| ------------------- | ------------------ |
| Bart Sietsema       |                    |
| Lieke van den Broek |                    |
| Pim van Alten       |                    |
| Sarah Janneh        |                    |
| Peter van Rooijen   | Sabine van Kuipers |
| Myrthe Huber        | Kiki van Deursen   |
| Jip Smit            | –                  |